# هارون إرديناي
هارون إرديناي (بالتركية: Harun Erdenay)‏ مواليد 27 مايو 1968 في أنقرة، هو مدرب كرة سلة تركي ولاعب سابق. بدأ مسيرته الاحترافية في سنة 1985. يبلغ طوله 6 قدم 4 بوصة (1.9 م). حقق المركز الثاني في بطولة أمم أوروبا لكرة السلة 2001. اعتزل اللعب في 2008.

## المسيرة الاحترافية
لعب مع نادي جامعة إسطنبول التقنية لكرة السلة من سنة 1985 إلى 1990، كما لعب أيضا مع فنربخشة لكرة السلة وأولكرسبور.

## الميداليات
| الميدالية | المسابقة                         |
| --------- | -------------------------------- |
| فضية      | بطولة أمم أوروبا لكرة السلة 2001 |

## روابط خارجية
- هارون إرديناي على موقع الاتحاد الدولي لكرة السلة (الإنجليزية)
- هارون إرديناي على موقع كرة السلة الأوروبية.كوم (الإنجليزية)
- هارون إرديناي على موقع ريلجم (الإنجليزية)
- هارون إرديناي على موقع بروبوليرز (الإنجليزية)
- هارون إرديناي على موقع سبورتس رفرنس (الإنجليزية)